# Break the Ice (canción de Britney Spears)
«Break the Ice» —en español: «Romper el hielo»— es una canción electro-R&B interpretada por la cantante estadounidense Britney Spears e incluida originalmente en su quinto álbum de estudio, Blackout (2007). Nate «Danja» Hills compuso la canción junto a Marcella Araica, Keri Hilson y James Washington, y la produjo en solitario. Entre marzo y mayo de 2008, Jive Records lanzó el tema como tercer y último sencillo de Blackout, después de «Gimme More» y «Piece of Me». Aunque la canción «Radar» había sido ideada para ello, los aficionados escogieron a «Break the Ice» en un sitio oficial de la cantante. Mientras su letra trata un encuentro sexual entre dos personas, su estructura musical cuenta con influencias del rave y el crunk, e incorpora coros y sintetizadores. Tras su lanzamiento, los críticos lo catalogaron como un éxito discotequero. En 2009, el sello lo incluyó en la edición de lujo del segundo álbum recopilatorio de Spears, The Singles Collection.
Robert Hales dirigió el video musical del sencillo, el que Jive Records estrenó el 12 de marzo de 2008 en un sitio web creado especialmente para la ocasión. El clip se inspiró en el anime japonés y en el video musical de «Toxic» (2004), y mostró una versión superheroína de Spears, que destruye a su clon resguardado en un laboratorio de alta seguridad. En términos comerciales, «Break the Ice» figuró entre los diez primeros éxitos semanales en mercados como Canadá, Finlandia e Irlanda; y entre los veinte primeros en otros como Dinamarca, el Reino Unido y Suecia. En Estados Unidos, lideró el conteo discotequero Dance/Club Play Songs, vendió más de 758 000 descargas y alcanzó la cuadragésima tercera posición de la lista Billboard Hot 100, donde se convirtió en uno de los veinte sencillos más exitosos de la carrera de la cantante. Spears presentó el tema en su serie de espectáculos en Las Vegas, Britney: Piece of Me (2013–2017).

## Antecedentes
«Break the Ice» fue una de las varias canciones que se filtraron en Internet antes de la publicación de Blackout. Sus compositores fueron Nate «Danja» Hills, Marcella «Ms. Lago» Araica, Keri Hilson y James «Jim Beanz» Washington; y su productor fue el primero, quien comenzó a trabajar con la cantante en julio de 2006. Al respecto, Danja explicó que el proceso creativo fue sencillo, dado que tuvo la libertad de hacer casi todo lo que quería. Además, explicó sobre la intérprete: «Si lo sentía, se iba a embarcar [en el proyecto]. Si no, lo veías en su cara». Spears comenzó a grabar la canción en Las Vegas, en agosto de 2006, con siete meses de embarazo de su segundo hijo, Jayden James Federline, y la terminó de grabar en su casa, en Los Ángeles, tres semanas después de dar a luz. Respecto al proceso, Hilson sostuvo: «Ella dio el 150%. [...] No sé si cualquier otra madre lo haría».
El 11 de febrero de 2008, Jive Records anunció a «Break the Ice» como tercer sencillo de Blackout, luego de que el tema ganara una encuesta en el sitio oficial Britney.com, con el 39 % de los votos y tras dejar en el segundo lugar a la canción «Toy Soldier» con el 34 %. Esto a pesar de que, según Ezequiel Lewis de The Clutch, el sello originalmente había planeado lanzar al tema «Radar» como tal.

## Composición

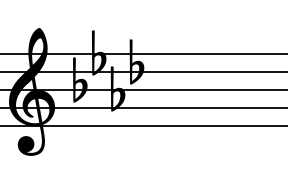
«Break the Ice» es una canción electro-R&B compuesta en la tonalidad fa menor.

«Break the Ice» es una canción electro-R&B con influencias de los géneros rave y crunk. El tema es interpretado en un estilo pop groove moderado, está compuesto en la tonalidad fa menor y cuenta con un compás de 4/4 y con un tempo de 120 pulsaciones por minuto. Según Leah Greenblatt de Entertainment Weekly, «Break the Ice» es similar en sonido a «Say It Right» de Nelly Furtado (2006). La canción comienza con Spears pronunciando las líneas «It's been a while. I know I shouldn't keep you waiting, but I'm here now» —«Ha pasado un tiempo. Sé que no debí haberte hecho esperar, pero ahora estoy aquí»—, las que se manifiestan tanto como una disculpa por haber pasado tanto tiempo distante de la industria de la música, como una disculpa por haber dejado esperando a su amante de la canción. Después de la primera línea, la intérprete canta con un coro de ópera de fondo. Según Chuck Arnold de People, lo último lo hace con una voz susurrante. En el primer verso, los sintetizadores comienzan a sonar y lo hacen hasta el final del segundo estribillo. Entonces Spears detiene la interpretación y declara: «I like this part. It feels kind of good» —«Me gusta esta parte. Se siente tan bien»—, imitando a Janet Jackson en «Nasty» (1986). Según Tom Ewing de Pitchfork Media, la música cambia como «[algo que] suena como pelotas saltarinas rebotando circularmente en cámara lenta, en una celda acolchada». La canción está compuesta en el formato verso-estribillo. Su letra trata sobre un encuentro sexual entre dos personas.

## Recepción crítica
«Break the Ice» contó con una buena recepción por parte de los críticos. Eric R. Danton del Hartford Courant catalogó a la canción como un «golpeador de estilo crunk» y la seleccionó como una de las «pistas asesinas» de Blackout, junto a «Radar» y «Hot as Ice». Por otro lado, Nick Levine de Digital Spy la llamó «una rebanada en auge de múltiples capas electro-R&B» y sostuvo que, junto a «Radar», «es tan vanguardista como el pop en el año 2007». A su vez, un crítico del sitio Popjustice señaló que «es una pista realmente brillante». De manera paralela, Stephen Thomas Erlewine de Allmusic sostuvo que algunas canciones de Blackout «realmente muestran las habilidades de sus productores», y dio como ejemplos a «Gimme More», «Radar», «Break the Ice», «Heaven on Earth» y «Hot as Ice». Además, se refirió a la canción como un «clip electro tartamudeado».

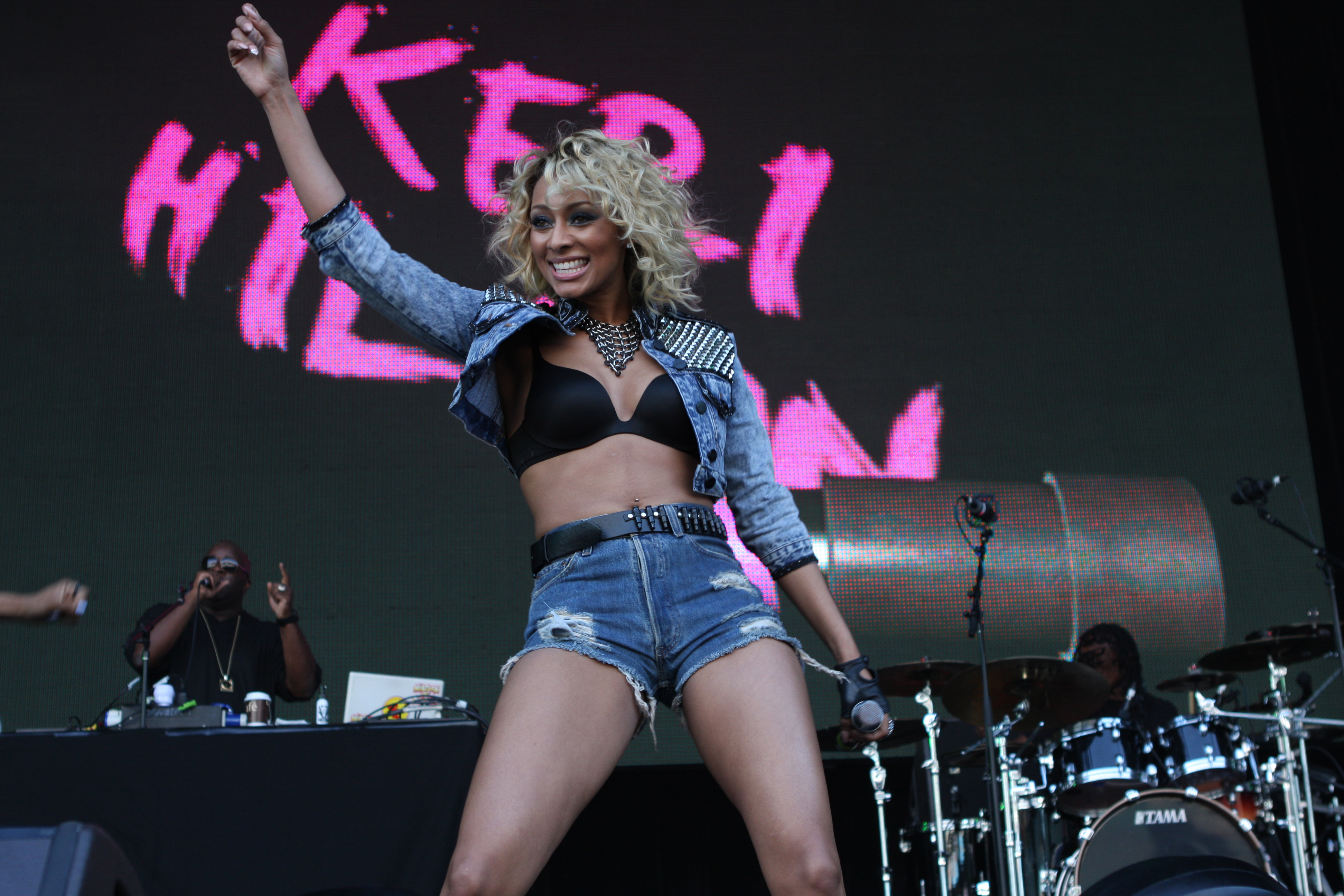
Keri Hilson, compositora y corista de «Break the Ice».

Por otro lado, Jennifer Vineyard de MTV señaló que podría haber sido una pista de apertura de Blackout «más fuerte» que «Gimme More», dado que en ella Spears «vuelve a la cima del éxito y se disculpa por haber desaparecido por tanto tiempo». Asimismo, Kelefe Sanneh de The New York Times sostuvo que la canción es «casi tan buena» como «Gimme More» y «Piece of Me», y la describió como un «coqueteo delirante e inspirado». A su vez, un crítico de Ottawa Citizen señaló que en «"Break the Ice", "Why Should I Be Sad" y "Perfect Lover" hay muchas cosas que pueden gustar». Jim Abbott del Orlando Sentinel sostuvo que, musicalmente, canciones como «Piece of Me», «Radar» y «Break the Ice» son «ejercicios robóticos unidimensionales». Contrario a ello, Joan Anderman de The Boston Globe la describió como un mero «relleno discotequero». Por su parte, Ken Tucker de Billboard escribió:

Mientras el circo que rodea a Spears continúa opacando a la alguna vez Princesa del Pop, ella sigue lanzando éxitos, aunque con la ayuda de los mejores productores y compositores que su fortuna puede comprar; pero ¿qué importa?. El tercer sencillo de Blackout, «Break the Ice», podría haber sido un mejor regreso que «Gimme More», pues Spears se disculpa por su hiato en hacer titulares sobre música, con la línea de apertura: «I know I shouldn't keep you waiting, but I'm here now» —«Sé que no debí haberte hecho esperar, pero ahora estoy aquí»—. La movida pista rezuma un pegadizo bajo electro de ritmo golpeado, capas de voces susurrantes y murmullos que a veces intentan demasiado duro ser sexies, especialmente en el coro de «Hot, hot, hot, ahhh». Un fondo de llantos de ópera y sonidos orquestales fueron añadidos en una buena medida. [Spears] se apuntó otro frenético éxito discotequero instantáneo.
Ken Tucker

## Video musical

### Creación y estreno
El video musical de «Break the Ice» se creó a estilo de animación en Corea del Sur, bajo la dirección del británico Robert Hales, quien trabajó por primera vez con la intérprete. Según se informó, Spears ideó el concepto y sugirió a Jive Records crear un video animado y basado en el personaje de superheroína del video musical de «Toxic» (2004). El sello estrenó el clip el miércoles 12 de marzo de 2008 en BlackoutBall.com, un sitio creado exclusivamente para ello y que contaba con una sala de chat para los aficionados. El 24 de octubre de 2009, lo publicó en la cuenta de Vevo de la cantante, donde recibió más de sesenta y cuatro millones de reproducciones hasta enero de 2019.

### Trama

El video musical de «Break the Ice» fue el primer video animado de Britney Spears.

En el video, una versión animada de Spears, vestida con un traje corto de color negro y botas hasta la rodilla del mismo color, se erige sobre un rascacielos de una ciudad futurista, al mismo tiempo que se muestra un clon suyo encerrado dentro de una cápsula. Spears salta del edificio y se estrella contra el techo de vidrio de un centro de investigación llamado Victory —Victoria—, donde aterriza estruendosamente en medio de una fiesta social. Así la infiltrada se enfrenta a uno de los guardias, quien toma una apariencia demoníaca. La infracción activa la alarma del sistema de seguridad, que atrae a un ejército armado que se dispone a detener a Spears. Mientras tanto, ella ingresa al laboratorio del centro, muy custodiado y lleno de cápsulas con clones, donde instala una bomba de tiempo sobre la cápsula de su propio clon. En seguida, se dirige a la oficina del villano líder, al que besa provocando su destrucción y revelando su identidad robótica. Una vez rastreada por los miembros del ejército, se dispone a hacerles frente y, esquivando una bala y arrojándoles una bomba de humo, salta por uno de los ventanales, mientras se muestran imágenes del centro Victory haciendo explosión. Así el video finaliza con la frase «To be continued...» —«Continuará...»—.

## Rendimiento comercial

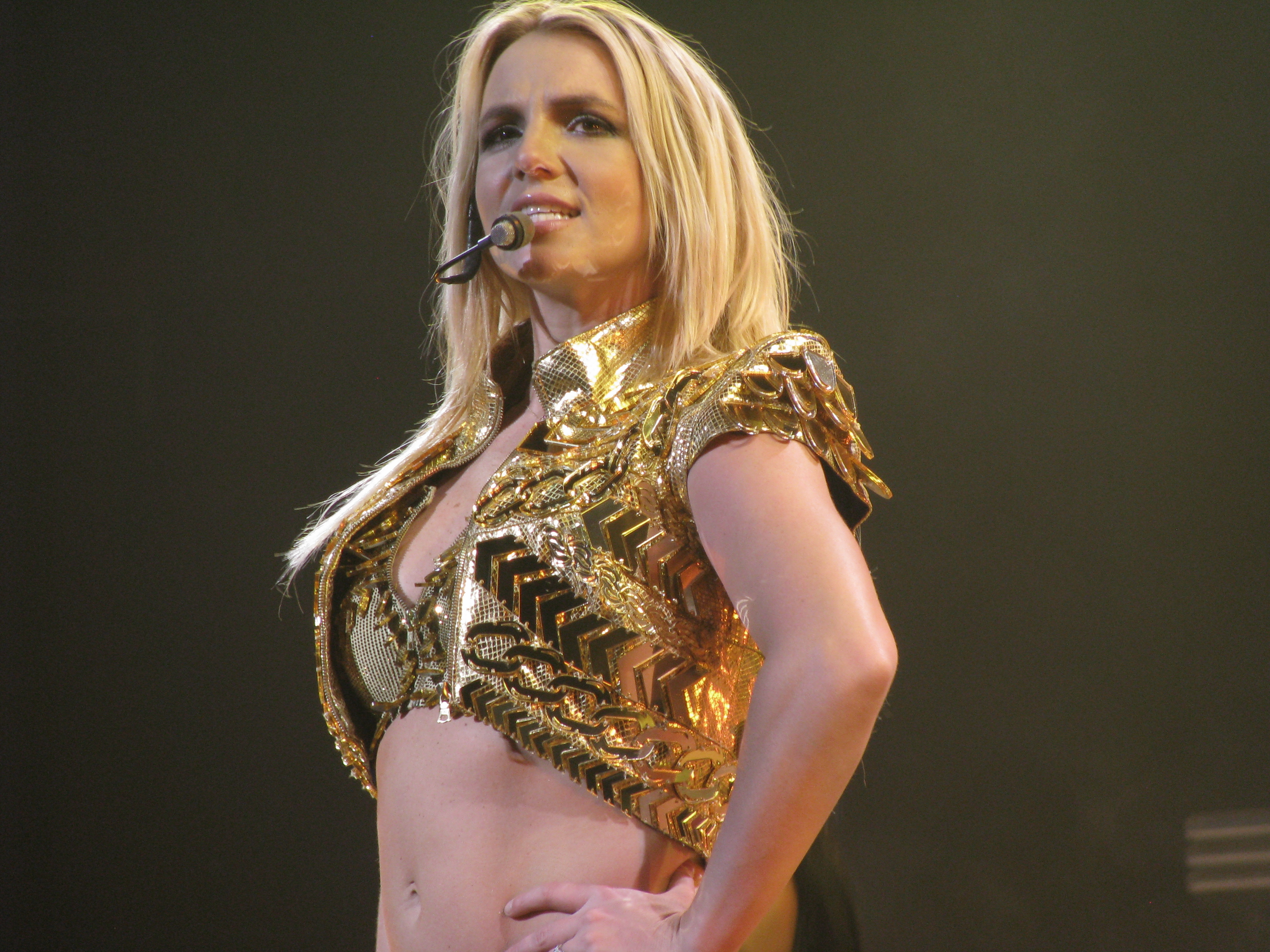
Britney Spears en su gira internacional Femme Fatale Tour (2011).

En Estados Unidos «Break the Ice» debutó en el puesto número cien de la principal lista del país, la Billboard Hot 100, según la edición semanal del 15 de marzo de 2008 de Billboard. En la edición del 24 de mayo de aquel año, alcanzó la cuadragésima tercera posición de la lista, donde se alzó como el decimonoveno sencillo más exitoso de Spears. Dos semanas después, lideró el conteo discotequero Dance/Club Play Songs, donde se convirtió en el tercer sencillo consecutivo número uno de Blackout y en el quinto de la cantante. Hacia finales de 2013, vendió 758 000 descargas en el país, según Nielsen SoundScan, y era el vigésimo sencillo más exitoso de la artista en la Billboard Hot 100. Un éxito mayor registró en Canadá, donde alcanzó la novena posición de la lista Canadian Hot 100 y donde fue el tercer top 10 consecutivo de Blackout.
Entre abril y mayo de 2008, además figuró entre los treinta primeros éxitos semanales en los mercados oceánicos Australia y Nueva Zelanda; mientras que en Europa, figuró entre los diez primeros en Finlandia e Irlanda, entre los veinte primeros en Chequia, Dinamarca y Suecia, y entre los treinta primeros en Alemania. En el mismo año, la Federación Internacional de la Industria Fonográfica (IFPI) lo certificó disco de oro en Dinamarca, tras vender 7500 copias en el país. Particularmente, en el Reino Unido, alcanzó la decimoquinta posición de la principal lista británica, UK Singles Chart, según la edición del 20 de abril de 2008, y terminó por convertirse en uno de los doscientos sencillos más exitosos del año y en el vigésimo sexto trabajo más vendido de la cantante hasta 2022. En 2025, además consiguió la certificación de disco de plata de la BPI tras vender 200 000 copias en el territorio británico.

## Presentaciones

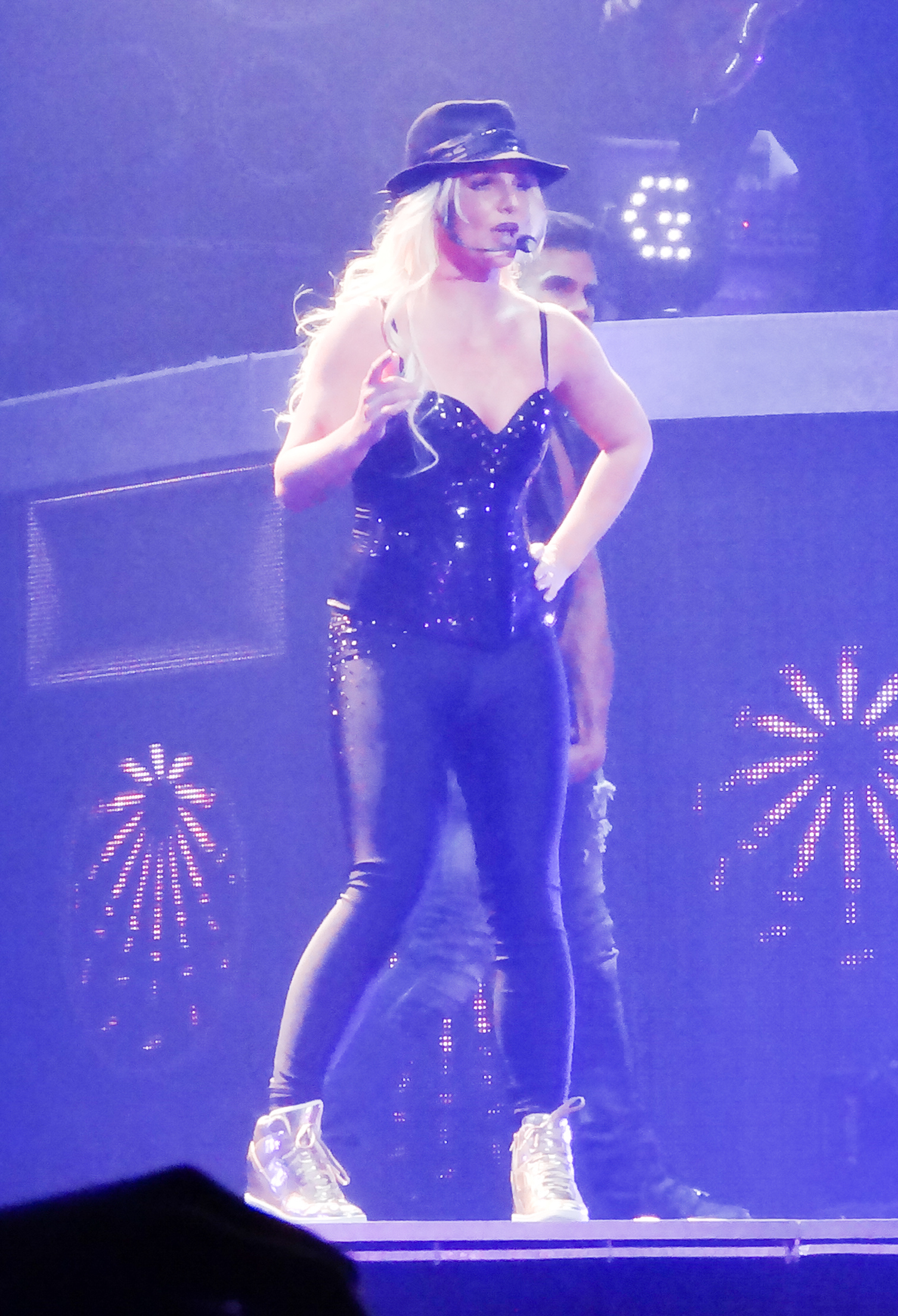
Spears durante la presentación de «Break the Ice» en un espectáculo de Britney: Piece of Me (2013 - 2017).

En 2009, una remezcla de «Break the Ice» se utilizó en un interludio de la gira The Circus Starring: Britney Spears, aunque no contó con una presentación propia, mientras que posteriormente, la cantante la incluyó en el repertorio de su residencia de conciertos en Las Vegas, Britney: Piece of Me (2013-2017), donde la presentó por primera vez, y luego la incluyó en su gira internacional Britney Spears: Piece of Me Tour (2017-2018), la que recorrió Asia, Europa y Estados Unidos.

## Formatos
| EP  |                                           |          |  |
| N.º | Título                                    | Duración |  |
| 1.  | «Break the Ice»                           | 3:16     |  |
| 2.  | «Break the Ice» (Jason Nevins Rock Remix) | 3:16     |  |
| 3.  | «Break the Ice» (Kaskade Remix)           | 5:28     |  |

| EP británico |                                      |          |  |
| N.º          | Título                               | Duración |  |
| 1.           | «Break the Ice»                      | 3:14     |  |
| 2.           | «Everybody»                          | 3:16     |  |
| 3.           | «Break the Ice» (Soul Seekerz Remix) | 6:08     |  |

| Descarga |                                    |          |  |
| N.º      | Título                             | Duración |  |
| 1.       | «Break the Ice» (Manon Dave Remix) | 3:48     |  |

| Remixes |                                                   |          |  |
| N.º     | Título                                            | Duración |  |
| 1.      | «Break the Ice» (Jason Nevins Extended)           | 6:18     |  |
| 2.      | «Break the Ice» (Jason Nevins Dub)                | 6:57     |  |
| 3.      | «Break the Ice» (Mike Rizzo Funk Generation Club) | 6:41     |  |
| 4.      | «Break the Ice» (Mike Rizzo Funk Generation Dub)  | 7:14     |  |
| 5.      | «Break the Ice» (Tracy Young Club)                | 8:50     |  |
| 6.      | «Break the Ice» (Tracy Young Dub)                 | 8:28     |  |

| Sencillo en CD. |                                   |          |  |
| N.º             | Título                            | Duración |  |
| 1.              | «Break the Ice»                   | 3:16     |  |
| 2.              | «Break the Ice» (Kaskade Remix)   | 5:28     |  |
| 3.              | «Break the Ice» (Tracy Young Mix) | 6:32     |  |
| 4.              | «Break the Ice» (Tonal Remix)     | 4:52     |  |

| Descarga/Sencillo en CD de The Singles Collection (2009) |                 |          |  |
| N.º                                                      | Título          | Duración |  |
| 1.                                                       | «Break the Ice» | 3:15     |  |
| 2.                                                       | «Everybody»     | 3:16     |  |

## Posicionamiento en listas

### Listas semanales
| País              | Lista                 | Primera semana          | Posición debut | Mejor posición | Semanas en la mejor posición | Semanas en la lista | Última semana         | Ref.   |
| ----------------- | --------------------- | ----------------------- | -------------- | -------------- | ---------------------------- | ------------------- | --------------------- | ------ |
| América del Norte |                       |                         |                |                |                              |                     |                       |        |
| Canadá            | Canadian Hot 100      | 1 de marzo de 2008      | 98             | 9              | 1                            | 21                  | 19 de julio de 2008   | [ 28 ] |
| Estados Unidos    | Digital Songs         | 17 de noviembre de 2007 | 75             | 35             | 1                            | 14                  | 28 de junio de 2008   | [ 41 ] |
| Estados Unidos    | Billboard Hot 100     | 15 de marzo de 2008     | 100            | 43             | 1                            | 17                  | 5 de julio de 2008    | [ 28 ] |
| Estados Unidos    | Dance/Club Play Songs | 15 de marzo de 2008     | 34             | 1              | 1                            | 13                  | 13 de abril de 2008   | [ 28 ] |
| Estados Unidos    | Pop Songs             | 22 de marzo de 2008     | 39             | 21             | 1                            | 16                  | 5 de julio de 2008    | [ 42 ] |
| Estados Unidos    | Radio Songs           | 3 de mayo de 2008       | 69             | 58             | 1                            | 7                   | 14 de junio de 2008   | [ 43 ] |
| Europa            |                       |                         |                |                |                              |                     |                       |        |
| Alemania          | Top 100 canciones     | 17 de mayo de 2008      | 25             | 25             | 1                            | 9                   | 15 de julio de 2008   | [ 32 ] |
| Austria           | Top 75 canciones      | 25 de abril de 2008     | 74             | 39             | 1                            | 9                   | 20 de junio de 2008   | [ 44 ] |
| Chequia           | Top 100 canciones     | 31 de mayo de 2008      | 57             | 15             | 1                            | 15                  | 11 de octubre de 2008 | [ 45 ] |
| Dinamarca         | Top 40 canciones      | 2 de mayo de 2008       | 34             | 13             | 2                            | 16                  | 15 de agosto de 2008  | [ 46 ] |
| Finlandia         | Top 20 canciones      | 10 de abril de 2008     | 17             | 8              | 2                            | 10                  | 10 de junio de 2008   | [ 47 ] |
| Irlanda           | Top 50 canciones      | 21 de marzo de 2008     | 37             | 7              | 1                            | 12                  | 3 de junio de 2008    | [ 32 ] |
| Países Bajos      | Top 100 canciones     | 3 de mayo de 2008       | 61             | 61             | 1                            | 1                   | 3 de mayo de 2008     | [ 48 ] |
| Reino Unido       | Top 75 canciones      | 30 de marzo de 2008     | 36             | 15             | 1                            | 11                  | 21 de junio de 2008   | [ 32 ] |
| Suecia            | Top 60 canciones      | 6 de marzo de 2008      | 11             | 11             | 1                            | 18                  | 3 de julio de 2008    | [ 49 ] |
| Suiza             | Top 100 canciones     | 27 de abril de 2008     | 67             | 63             | 2                            | 5                   | 25 de mayo de 2008    | [ 50 ] |
| Europa            | European Hot 100      | 12 de abril de 2008     | 80             | 31             | 1                            | 10                  | 14 de junio de 2008   | [ 28 ] |
| Australasia       |                       |                         |                |                |                              |                     |                       |        |
| Australia         | Top 50 canciones      | 11 de mayo de 2008      | 41             | 23             | 1                            | 11                  | 20 de julio de 2008   | [ 51 ] |
| Nueva Zelanda     | Top 40 canciones      | 7 de abril de 2008      | 37             | 24             | 1                            | 9                   | 16 de junio de 2008   | [ 52 ] |

| Predecesor: «Pocketful of Sunshine» de Natasha Bedingfield | Dance/Club Play Songs — Sencillo número uno 7 de junio de 2008 — 13 de junio de 2008 | Sucesor: «Leavin'» de Jesse McCartney |

### Listas de fin de año
| País              | Lista             | Año  | Posición | Ref.   |
| ----------------- | ----------------- | ---- | -------- | ------ |
| América del Norte |                   |      |          |        |
| Canadá            | Canadian Hot 100  | 2008 | 58       | [ 53 ] |
| Europa            |                   |      |          |        |
| Reino Unido       | Top 200 canciones | 2008 | 124      | [ 35 ] |
| Suecia            | Top 100 canciones | 2008 | 76       | [ 54 ] |

## Certificaciones
| América del Norte |      |      |                  |         |        |
| Estados Unidos    | RIAA | 2023 | Disco de platino | 1 000   | [ 55 ] |
| Europa            |      |      |                  |         |        |
| Dinamarca         | IFPI | 2008 | Disco de platino | 15 000  | [ 33 ] |
| Reino Unido       | BPI  | 2025 | Disco de plata   | 200 000 | [ 37 ] |

## Créditos
- Britney Spears — voz
- Nate «Danja» Hills — composición, producción
- Marcella «Ms. Lago» Araica — composición, grabación, programación, mezcla
- Keri Hilson — composición, coro adicional
- James «Jim Beanz» Washington — composición, producción vocal, voz adicional, coro
- Mark Gray — asistencia de grabación
- Mike Snow — asistencia de mezcla
- Ron Taylor — edición adicional
- David M. Ehrlich — coordinación de producción
- Mike Evans — coordinación de producción

Fuente: